# 清水镇 (仁寿县)
清水镇，是中华人民共和国四川省眉山市仁寿县曾经下辖的一个镇。2019年12月，撤销清水镇，将其所属行政区域划归视高街道管辖。

## 行政区划
清水镇撤销前下辖以下地区：
水铺社区、府河社区、五里村、鱼塘村、十一村、南桥村、金白村、大坡村、石鼓村、白花村、红沙村和共和村。